# K-Horror
K-Horror, o "terror coreano" (del inglés Korean Horror), es el término que se aplica a las películas de terror provenientes de Corea del Sur.

## Lista de películas de terror coreanas
Ver películas de terror coreano para una lista más exhaustiva. 
Algunas películas reconocidas de terror coreano son:
- A Tale of Two Sisters
- Acacia
- APT
- Arang
- Bunshinsaba
- Cello
- Cinderella
- Dead Friend
- Death Bell
- Doll Master
- Evil Twin
- Face
- Gabal
- A Ghost Story of Joseon Dynasty
- Hansel y Gretel
- Into the Mirror
- Loner
- Memento Mori
- Muoi: The Legend of a Portrait
- Nightmare
- Phone
- R-Point
- The Record
- The Red Shoes
- Red Eye
- The Ring Virus
- Say Yes
- Sorum
- Someone Behind You
- Suddenly at Midnight
- Tell Me Something
- The Host
- Three (2002)
- Three Extremes
- To Sir, with Love
- Unborn But Forgotten
- The Uninvited
- Train to Busan
- Voice

## Directores de horror coreanos
- Eu-Pho Jin-Gook
- Bong Joon-ho
- Kim Dong-bin
- Park Ki-hyeong
- Kim Ji-woon
- Kong Su-chang